# Saffire – The Uppity Blues Women
Saffire – The Uppity Blues Women (рус. Светские львицы — нахальные блюзовые женщины)  — американская женская блюзовая группа. Победитель Blues Music Awards в номинации «Песня года» (1990), номинант Blues Music Awards в номинациях «Исполнитель традиционного блюза — женщина» (1991, 1996, 1995, 1997, 1999), «DVD» (2010), «Альбом акустического блюза» (2010).

## История
Группа под названием Saffire  в составе Энн Рэбсон (фортепиано, гитара, вокал), Гея Адегбалола (гитара, вокал) и Эрлен Льюис (бас-гитара, вокал) была сформирована в 1984 во Фредериксбурге, в 50 километрах к югу от Вашингтона. Участницы группы познакомились в известной степени случайно: Энн Рабсон давала уроки игры на гитаре Гее Агдебалоле, а Эрлен Льюис учила работать на компьютере. В течение 1980-х группа не была профессиональной, Энн Рабсон работала программистом, а Гея Адегбалола — учителем естественных наук, даже ставшая в 1982 году учителем года в Вирджинии. . Группа выступала в клубах и на фестивалях, записав лишь самостоятельно в 1987 году кассету Middle Age Blues. В 1988 году группа становится профессиональной: участницы группы увольняются с работы и начинают активные гастроли. В 1989 году они отправили свою кассету в компанию Alligator Records. Компания подписала с группой контракт, при этом Saffire стала первой чисто акустической группой лейбла. Как вспоминал Брюс Иглауэр, президент компании: «Я возвращался к записи снова и снова…Я просто подумал, что если мне это так нравится, то и другим людям тоже понравится. Но я никогда не ожидал того, что произошло на самом деле» . В 1990 году песня группы «Middle Aged Blues Boogie» получила Blues Music Awards в номинации «Песня года», и в том же году группа победила в опросе читателей журнала DownBeat, который определил творчество группы как «неотразимую порцию нахальной дерзости и души, традиций и стиля» 
В 1992 году группу покинула Эрлен Льюис и в состав вошла Андра Фэй (бас-гитара, вокал, гитара, мандолина, скрипка). Группа была вынуждена переименовать себя в Saffire – The Uppity Blues Women (также Saffire: Uppity Blues Women) ввиду того, что на этом настояли адвокаты известной певицы Sa-Fire, и как вспоминала Гея Агдебалола, их всё равно везде называли «нахальными блюзовыми женщинами» 
В 1990-х группа выступала на сцене с такими признанными мастерами блюза как Би Би Кинг, Рэй Чарльз, Вилли Диксон, Коко Тейлор, гастролировала по Северной Америке и Европе, и пять раз номинировалась на Blues Music Awards в категории «Исполнитель традиционного блюза — женщина».
В 2009 году участницы группы сообщили о том группа прекращает свою деятельность . В том же году вышел DVD Hot Flash - Documentary (Saffire - The Uppity Blues Women), включающий в себя интервью с нынешними и бывшими участниками группы, руководителями звукозаписывающих компаний и музыкальными критиками, концертные записи и фотографии . В 2010 году релиз был номинирован на Blues Music Awards.
Творчество группы представляет собой комбинацию из собственных блюзов, кавер-версий блюзовых стандартов (в основном исполнявшимися женщинами, например: Бесси Смит, Ма Рейни, Мемфис Минни, Айдой Кокс) и так называемых novelty songs, смешных пародийных песен. Большое внимание в своём творчестве группа уделяла идеям феминизма.
«Основная привлекательность группы для растущего числа меломанов, мало что знающих о блюзе, заключается как в их оригинальных песнях, так и в способности находить и переосмысливать старые блюзовые жемчужины 1920-х и 30-х годов». . 
«Превознося радости секса, кутежей и смешанных удовольствий среднего возраста, женское трио из Фредериксбурга приобрело преданных последователей во всем мире. Стиль группы восходит к 1920-м годам и музыке Бесси Смит, Ма Рейни и Сиппи Уоллес, но в их исполнении он стал саркастически постфеминистским. Одной из фирменных, с грязными намёками песен Saffire была „The Middle Aged Blues Boogie“, воспевающая сексуальную жизнеспособность пожилых женщин: „Я забуду про свой артрит/Свою боль в спине, свой прострел/На горизонтальной дискотеке“» .
Обзор группы в журнале Ms. Magazine: «Рецепт успеха: начните с трех талантливых музыкантов. Добавьте насыщенные мелодии, ритмы хонки-тонк и острые тексты. Затем добавьте ведро смелости, необходимой для того, чтобы оставить дом и карьеру в середине жизни. Тушить несколько часов в прокуренных придорожных забегаловках и дешёвых мотелях. Результат? Saffire – Нахальные блюзовые женщины» .
Газета Los Angeles Weekly писала: «Их сладко-непристойное сочетание каверов древних песен и собственных откровенных песен переворачивает двусмысленную лирику с ног на голову» .
«Даже в самом существовании группы столько противоречий, что ими можно заполнить музыковедческий журнал, но мощная свободная раскрепощённость делает большинство из них не имеющими особого значения» .

## Дискография
- Middle Age Blues (кассета, 1987)
- Uppity Blues Women (1990)
- Hot Flash (1991)
- Broad Casting (1992)
- Old, New, Borrowed & Blue (1994)
- Cleaning House (1996)
- Live & Uppity (1998)
- Ain't Gonna Hush (2001)
- Deluxe Edition (сборник, 2006)
- Havin' The Last Word (2009)